# Erzherzog-Johann-Hütte
Die Erzherzog-Johann-Hütte ist die einzige Schutzhütte des Österreichischen Alpenklubs (ÖAK) und liegt in der Glocknergruppe auf einer Höhe von 3454 m ü. A.
Der 1880 eröffnete und mehrmals erweiterte Bau steht auf dem Felsen der Adlersruhe direkt am Gipfelaufbau des Großglockners.
Quer durch die Hütte verläuft die Grenze zwischen den Bundesländern Kärnten und Tirol.
Bei dieser Hütte handelt es sich um die höchstgelegene Schutzhütte in Österreich. Sie liegt am Normalweg auf den Großglockner und ist dementsprechend gut besucht. Im Winter steht nur ein kleines Notlager mit vier Schlafplätzen zur Verfügung.
Bei der Schutzhütte befindet sich seit 2020 die mit einer Höhe von 3465 m ü. A. in Österreich zweithöchstgelegene vollautomatische Wetterwarte. Diese hat auch für den Lawinenwarndienst Tirol eine große Bedeutung.

## Namensgebung
Die Hütte ist benannt nach Erzherzog Johann von Österreich, dem Förderer des Alpinismus.

## Baugeschichte
Schon im Jahr 1800 wurde im Auftrag des Grafen Salm, Fürstbischof zu Gurk, auf der Adlersruhe ein kleiner Unterstand errichtet.
1879 erwarb der im Jahr zuvor gegründete ÖAK das Grundstück am Großglockner, und errichtete eine neue Hütte, die am 18. August 1880 eröffnet wurde. Durch den Andrang am Großglockner als Wahrzeichen Österreichs wurden schon in den Jahren 1891, 1895–1898 und 1907 jeweils Erweiterungen vorgenommen. Eine Generalsanierung mit einem Zubau und der Materialseilbahn von der Lucknerhütte konnte nach dem Ersten Weltkrieg 1926–1930 erfolgen. 1960 wurde der Altbau wiederum generalsaniert, neu gestaltet, und ein weiterer Zubau sowie eine neue Berg- und Talstation für die Materialseilbahn errichtet. 1989/90 werden ostseitig ein Zubau und die Sanitäranlagen neuerrichtet. 2006 wurde die Hütte, um den Anforderungen nachhaltigen Betriebs im Nationalpark Hohe Tauern nachzukommen, auf ein pflanzenölbetriebenes Blockheizkraftwerk mit Solarthermik- und Photovoltaik-Unterstützung umgebaut.
2016 konnten die umfangreichen Generalsanierungsarbeiten, bei denen auch der Untergrund des Fundaments, der durch das Auftauen des Permafrostes brüchig geworden war, neu verfestigt wurde, abgeschlossen werden.
Am 17. Dezember 2020 wurde entdeckt, dass eine Staublawine fünf Stützen der Materialseilbahn, die 1930/1960 zur Ver- und Entsorgung errichtet wurde, zerstörte. Der Wiederaufbau inklusive des Aufziehens je eines neuen Trag- und Zugseils kostete 500 000 €. Es musste hierfür sogar ein Schreitbagger mit einem Hubschrauber ins hochalpine Gelände transportiert werden. Die Bahn ist etwa 4 km lang und die höchstgelegene Seilbahn Österreichs.

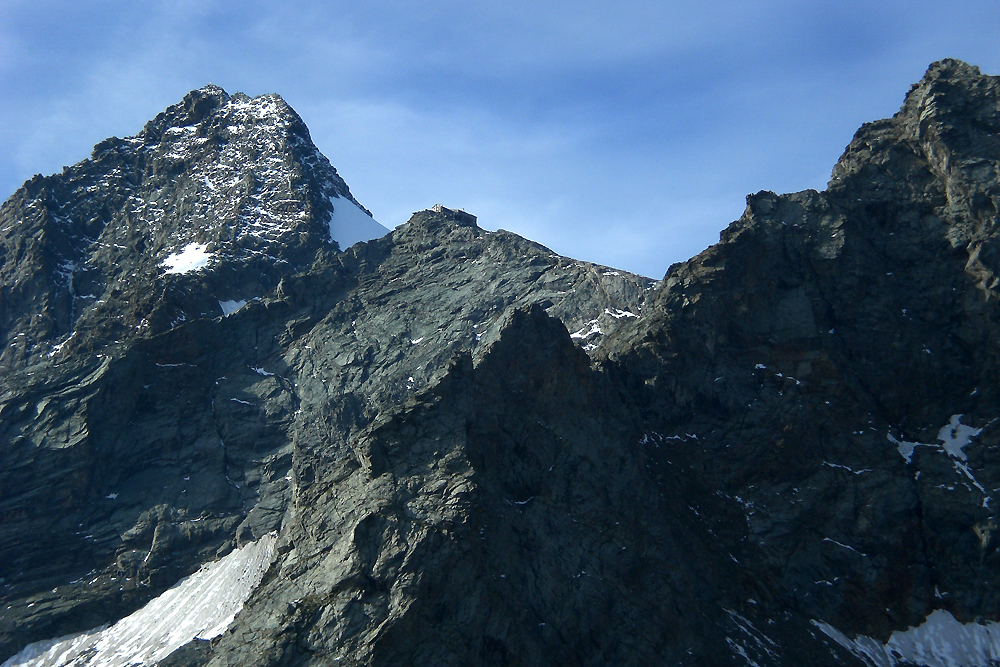
Glockner (links) mit der Adlersruhe und der Erzherzog-Johann-Hütte

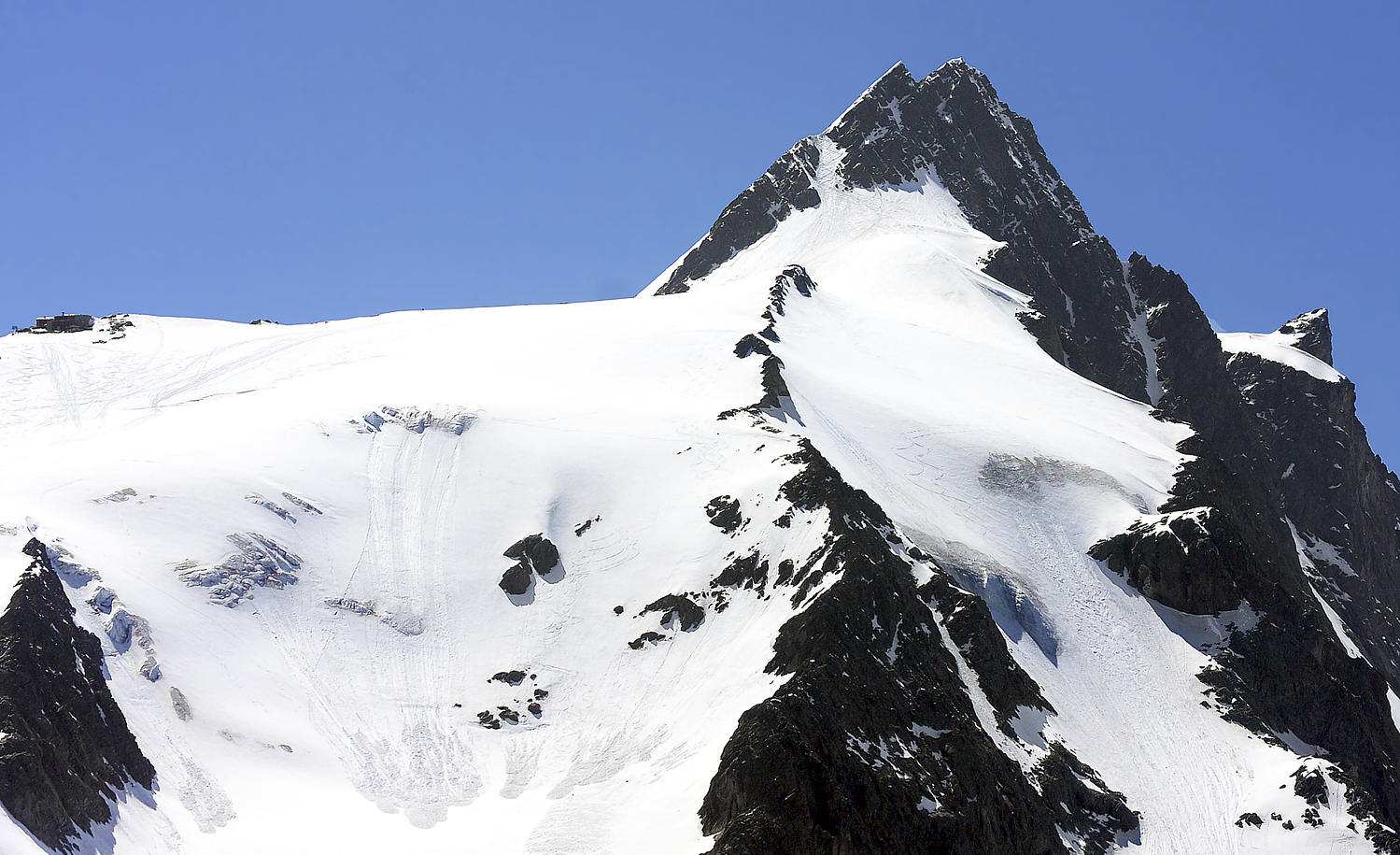
Großglockner mit Adlersruhe und Erzherzog-Johann-Hütte (links). Juni 2014.

## Zustiege
Bei allen Zustiegen zur Erzherzog-Johann-Hütte handelt es sich um Gletschertouren, die eine entsprechende Ausrüstung und Umsicht erfordern.
Von der Franz-Josefs-Höhe (2312 m), die mit dem PKW über die Großglockner-Hochalpenstraße erreichbar ist, führt ein Anstieg über den Pasterzengletscher und das Hofmannskees in etwa 5 Stunden zur Hütte. Der Anstieg ist Teil des Kärntner Normalwegs auf den Großglockner.
Der übliche Zustieg aus Osttirol startet am Lucknerhaus (1918 m), das von Kals am Großglockner über eine Mautstraße erreichbar ist, und führt durch das Ködnitztal zunächst bis zur Lucknerhütte. Dahinter geht man entweder auf dem „Alten Kalser Weg “über die Stüdlhütte oder auf direktem Wege westlich unterhalb der „Blauen Köpfe“ zum Ködnitzkees. Über dieses und abschließend eine teils seilgesicherte Felspassage („Mürztaler Steig“) wird die Hütte ebenfalls in 5–5½ Stunden erreicht.
Ein weiterer, wenig bekannter Anstieg erfolgt über das Leitertal bzw. die Salmhütte. Am linken Rand eines kleinen spaltenarmen Gletschers gelangt man aufwärts, bevor man über mittelsteile mit Ketten gesicherte Felsen den Bergrücken erreicht. Auf ihm bzw. dem oberen Firnrand des Gletschers (keine Spalten) weiter zur Hütte.

## Tourenmöglichkeiten
Fast alle Bergsteiger, die die Hütte ansteuern, haben den Großglockner über den Normalweg als Ziel. Bedingt durch die günstige und hohe Lage ist der höchste Berg Österreichs (3798 m) von der Hütte aus (je nach herrschenden Verhältnissen) in 1½ bis 2 Stunden erreichbar. Die Schlüsselstelle ist die ausgesetzte Glocknerscharte zwischen Klein- und Großglockner, an die die leichten Gipfelfelsen (Schwierigkeitsgrad I+) anschließen. Des Weiteren wird die Hütte oft als Zwischenstation im Abstieg von anderen Routen auf den Großglockner (Stüdlgrat, Pallavicini-Rinne) genutzt.